# シャドウ・ザ・ヘッジホッグ
『シャドウ・ザ・ヘッジホッグ』 (Shadow the Hedgehog) とは、2005年12月15日にセガのソニックチームUSAが開発し、セガからPlayStation 2、ニンテンドー ゲームキューブ、Xboxで発売されたソニックシリーズのアクションゲーム。
2013年6月19日にPlayStation 2版がPlayStation 3のPlayStation 2アーカイブスにて配信開始。価格は1200円。

## 概要
本作は、ソニックのライバルであるシャドウ・ザ・ヘッジホッグを主人公とし、彼の記憶を追求し、その出生の秘密を探るストーリーとなっている。時間軸としては『ソニックアドベンチャー2』や『ソニックヒーローズ』の後の話となり、『ソニックアドベンチャー2』をさらに掘り下げた内容である。また、シナリオが分岐したり、プレイヤーキャラクターが武器を使用するのもシリーズ初で本作では唯一マルチエンディングが採用されている。
なお、ソニック以外のキャラクターを主人公にしたスピンオフ作品は『カオティクス』以来である。

## ストーリー
ソニックに瓜二つの姿を持つ究極生命体である黒いハリネズミ、シャドウ。謎に包まれた自らの存在に対して自問自答を繰り返す日々を過ごしていた彼の前に、世界中を破壊と恐怖で混乱に陥れる謎の軍団「ブラックアームズ」の首領である「ブラックドゥーム」が現る。彼は七つのカオスエメラルドを我が元へ集めるように、シャドウに命令を出してきた。
自分の正体を知る者の出現に戸惑いながらも、失われた記憶を求めて、カオスエメラルドを捜すシャドウの冒険が始まった。

## ゲームシステム

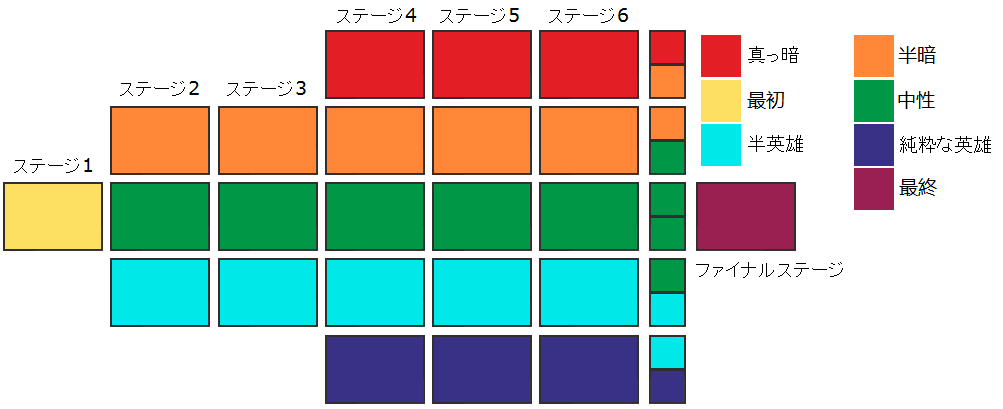
"ハリネズミのシャドウ"のリプレイ値

シナリオの分岐
今作はエンディングが複数存在し、それはプレイヤーのプレイスタイルによって変化していく。最初のステージはウエストポリスで固定だが、このステージでどのミッションをクリアしたかで、先のストーリーが変わっていくのである。ミッションはヒーローミッション・ダークミッション・ノーマルミッションの3種類あり、それぞれの難易度もステージによって変わる。ヒーローミッション・ダークミッションには、それぞれミッションキャラクターがいて、クリアのヒントやいろいろなサポートをしてくれる。なおミッションキャラクターの切り替えはポーズ画面でできる（ただし、ステージ中にそのキャラクターを見つけなくてはならない）。
ヒーロー・ダークゲージ
画面上部にはヒーローゲージ・ダークゲージがあり、シャドウの行った行為によって変化していく。例えば、ブラックアームズのモンスターなどを倒すことでヒーローゲージが上昇し、オブジェクト破壊やGUNの兵士、メカを撃破するなどでダークゲージが上昇する。ゲージが満タンになれば、カオスコントロール（ヒーロー技。自動的に高速移動する。ボス戦時にはボスの動きが遅くなる）、カオスブラスト（ダーク技。画面内の敵を一掃できる。ボスには固定ダメージ）が発動でき、無敵＋弾薬無限の効果が付く。 なお、チャーミー、エッグマン、ブラックドゥーム以外のキャラクターは2Pコントローラーで操作可能。

武器
本作のシャドウは武器を扱うことが出来る。
敵やオブジェクトに攻撃するなどで武器が手に入ることがあり、耐久力や残弾数がゼロになるまで武器を使える。いくつか系統がある。
- 打撃系の武器

道路標識や松明など。敵にヒットさせることで耐久力が落ちていく。
- ガン系の武器

ハンドガンやマシンガンなど。連射が可能で、発射すると自動的に照準を定めてくれる。
- 大砲系の武器

バズーカなど、ヒットすると大きく炸裂する武器。所持している間は照準が出ており、自分で狙いを定める。
そのほか、ロケット砲やバキュームなどの様々な武器がある。また特定の条件を満たすことで出現する武器もある。
乗り物
武器だけでなく、シャドウは乗り物も扱うことが出来る。耐久力が無くなると爆発する（爆発によるシャドウへのダメージは無い）。
- 自動車

乗用車や軍用車、バイクなど。オブジェクトをふっ飛ばしながら進むことが可能。
- エアソーサー

宙に浮かぶ円盤。有害物質の池の上などを移動できるが癖がある。勢いよく壁にぶつけると耐久力が少し下がってしまう。
- ビークル

GUNの二足歩行兵器で、ジャンプ力の高いものと、前者よりジャンプが低いがガトリング砲の付いたものがある。
- ブラックホーク

ブラックアームズの飛竜型生物で、弱らせると背中に乗れる。ワーム型生物を発射するタイプもある。

## 登場キャラクター

### ソニックシリーズの登場人物
シャドウ・ザ・ヘッジホッグ - 声優：遊佐浩二
本作の主人公。己の真実を捜し求めて、唯一の手掛りであるカオスエメラルドを探し出す冒険に出る。
おなじみのホーミングアタックやグラインドなどといった以前のアクションのほか、今回は新たに、銃や剣など武器を使ったアクションや、乗り物に乗ってステージを移動するアクションが追加された。また、ヒーローゲージがたまることによって、ステージを時空間移動する（ボス戦では時間を遅めにする）「カオスコントロール」、ダークゲージがたまれば、衝撃波で周囲の敵を蹴散らす「カオスブラスト」が使える。能力面でソニックとの大きな違いとして、ブラックアームズ譲りの身体能力や重火器・近代兵器の取り扱いに加え、カオスエメラルドの力を引き出して様々な力を発揮し、操る事が出来る。
ソニック・ザ・ヘッジホッグ - 声優：金丸淳一
幾度となく世界の危機を救ってきた世界最速のハリネズミ。今作では、世界中で暴れまわるブラックアームズに立ち向かう第2の主人公。ステージ上では、ヒーローサイドのミッションキャラクターとして登場。ルートによってはブラックアームズの味方になったシャドウを止めるため、ボスとして立ちはだかる。
テイルス - 声優：広橋涼
ソニックの弟分。ブラックアームズと戦うソニックに代わり、エッグマンが建設したテーマパークに潜入する。ステージ上では、ヒーローサイドのミッションキャラクターとして登場。
ナックルズ・ザ・エキドゥナ- 声優：神奈延年
マスターエメラルドの守護者。カオスエメラルドを奪ったブラックアームズを追って、今作の事件に巻き込まれる。ステージ上では、ヒーローサイドのミッションキャラクターとして登場。
エミー・ローズ- 声優：川田妙子
ソニックを追いかける自称ソニックのガールフレンド。エッグマンの基地と思わしき城を調査していたところをクリームとはぐれてしまい、シャドウに助けを求める。ステージ上では、ヒーローサイドのミッションキャラクターとして登場。
ルージュ・ザ・バット - 声優：落合るみ
宝石専門のトレジャーハンター。本作では再び、連邦政府専属エージェントとして、ブラックアームズの魔の手からカオスエメラルドを護衛する役目を担う。ステージ上では、ヒーローサイドのミッションキャラクターとして登場。
ベクター・ザ・クロコダイル - 声優：三宅健太
カオティクス探偵事務所の所長。エスピオ、チャーミーと共に各地で何らかの情報をかぎ回っている（依頼人は不明）。ステージ上では、ヒーローサイドのミッションキャラクターとして登場。
エスピオ・ザ・カメレオン - 声優：増田裕生
カオティクス探偵事務所のご意見番。機械いじりは苦手だが、なぜかやらされる羽目にあう。ステージ上では、ヒーローサイドのミッションキャラクターとして登場。
チャーミー・ビー - 声優：鉄炮塚葉子
カオティクス探偵事務所の一員。ベクターの指示で、かつてシャドウが封印されていたプリズンアイランドでGUNの機密情報の捜索に向かう。ステージ上では、ヒーローサイドのミッションキャラクターとして登場。
オメガ - 声優：楠大典
エッグマンによって造られたE-100シリーズコンピューターの最終ロットナンバー。エッグマンに復讐を果たすべく、未だに彼を執拗に追い続けている。ステージ上では、ヒーローサイドのミッションキャラクターとして登場。
Dr.エッグマン - 声優：大塚周夫
ソニック達を敵視する悪の科学者。世界中で破壊の限りを尽くすブラックアームズに対し、自らが世界征服できる場所が無くなってしまうという理由で戦いに挑む。ステージ上では、ヒーロー（またはダーク）サイドのミッションキャラクターとして登場。また、ルートによっては自らが搭乗するメカに乗ってボスとして立ちはだかる。
マリア・ロボトニック - 声優：白鳥由里
エッグマンの従姉妹でシャドウの回想シーンに登場する少女。GUNの銃撃により死亡しているため既に故人。ステージ上では、ヒーローサイドのミッションキャラクターとして登場。
Pr.ジェラルド - 声優：大塚周夫
エッグマン、マリアの祖父であり、シャドウの創造主とされる世紀の天才科学者。GUNによって処刑されている為既に故人。50年前のプロジェクトシャドウの際、ブラックドゥームとある契約を交わしていた。

### ブラックアームズ
『黒い兵器達』という意味を持つ。通称『黒の軍団』。
周期彗星『ブラック彗星』を拠点に宇宙をさまよう戦闘民族。全員ブラックドゥームの血を引いているのでマインドコントロールされている。圧倒的な兵力と現代科学では解明できない未知の武器を操りこの星に飛来し、一瞬にして世界の主要6都市を壊滅に追い込んだ。戦闘員は皆、ブラックドゥーム（後述）譲りの漆黒と紅蓮のカラーリングをしている。

#### 首領
ブラックドゥーム - 声優：大友龍三郎
謎の軍団「ブラックアームズ」を率いる首領。なぜかシャドウの事を知っており、彼にカオスエメラルドを探し出すように指示を下す。ヒーローサイドではラスボスとなる。「ラストストーリー」では最終的に翼を持った巨大な怪物の姿「デビルドゥーム」となり、スーパー化したシャドウとの決戦に挑む。
実はボスとして登場するこのブラックドゥームはエネルギー体であり、倒してもブラックドゥームの本体は無傷である。
ドゥームズアイ - 声優：大友龍三郎
シャドウを監視する為に送り込んだブラックドゥームの第三の目。ステージ上では、ダークサイドのミッションキャラクターとして登場。
実はボスとして登場するブラックドゥームはエネルギー体であり、このドゥームズアイこそがブラックドゥームの本体である。

#### 戦闘員
これらを倒すとヒーローゲージが上昇する。
デスリーチ(Death Leech)
ブラックアームズの戦闘員達の幼体。ヒルのような姿をしている。単体では戦闘力は非常に弱いため、常に群れで行動する。壁に張り付いている事もある。
ブラックウォーリアー(Black Warrior)
ブラックアームズの一般的な兵士。人型をしているが、GUNの兵士達よりも移動速度や戦闘能力が優れている。
ブラックオーク(Black Oak)
ブラックアームズの大型兵士。強靱な肉体と強力な力技で挑んでくる。しかし、思考能力が低く力の加減ができないため、疲れて隙を見せやすい。
ハンマーオーク(Hammer Oak)
ブラックオークを改良した大型兵士。ブラック彗星の最終防衛ラインを守っている。銃撃を無効化するほどの強靱な肉体を持ち、巨大なハンマーで強力な攻撃をしてくる。
ブラックウィング(Black Wing)
ブラックアームズの大型翼竜達の幼体。基本的には戦闘に参加しないが、好奇心から群れをはずれて突進してくる者もいる。
ブラックホーク(Black Hawk)
ブラックアームズの一般的な翼竜。翼を利用したカマイタチで攻撃してくる。中には弱らせると心変わりし、背中に乗せてくれる者もいる。
ブラックボルト(Black Volt)
ブラックホークを改良して生み出された翼竜。ブラックホーク同様中には弱らせると心変わりし、背中に乗せてくれる者もいて、背中に乗った際には、口から追尾機能を持つ小型ワームを放つ攻撃ができる。また、あるステージではアークを侵略する際にブラックドゥームがシャドウにこれを用意している。
サンドワーム(Sand Worm)
地中に潜むブラックアームズの生物。巨大ミミズのような姿をしており、どんな地面でも潜る事が可能。口から追尾機能を持つ小型ワームを放ってくる。
キルワーム(Kill Worm)
サンドワームを改良して生み出された生物。ブラック彗星の毒液の池に生息し、サンドワームより強力な攻撃を放ってくる。
デスワーム(Death Worm)
キルワームを改良して生み出された生物。ブラック彗星の最終防衛ラインを守っている。キルワームより強力な攻撃を放ってくる。
ブラックアサシン(Black Assassin)
ブラックアームズのエリート兵士。ブラック彗星の中枢・最終防衛ラインを守っている。頭脳・肉体共に最高レベルで、瞬間移動や銃撃を自在にこなしてくる。

### GUN
これらを倒すとダークゲージがあがる。
兵士
軍の歩兵、ブラックアームズの歩兵やエッグボーンより戦闘力が低い。
ビートル
軍の無人偵察機、マシンガンを装備しているものが多い。
スパークビートル
電磁バリアをまとったビートル。
ゴールドビートル
各ステージに一体だけ登場する高スコアのビートル
GUNトゥルーパー
量産タイプの中型ロボット兵士、ブラックアームズに対抗できるだけの装甲と火気を装備する。
ギガトゥルーパー
GUNトゥルーパーのエリート仕様。火気の変更はないが、ローラダッシュの最高速度と耐久力が倍近くある。
ビッグフットTYPE A
『ソニックアドベンチャー2』に登場した大型有人ロボット、「ビッグフット」の量産タイプ。バルカン砲を装備しているが、軽量化に伴い耐久力はあまりない。
ビッグフットTYPE B
ビッグフットのエリート仕様。バルカン砲と8連発ロケット砲を装備しており、純粋にビッグフットを小さくしたような外見となっている。耐久力と軽量化もTYPEAに比べて、倍近くに引き上げられている。

### エッグマン軍団
エッグポーン
銃やバズーカ砲を装備できる凡人型メカ。
エッグピエロ
エッグマンのテーマパーク守護警備のピエロ型ロボ。玉乗りしながら、爆弾を投げてくる。
エッグボマー
エッグマンの基地の守護警備の鉄仮面ロボ。
ジャックボマー
エッグマンの城の守護警備のハロウィン型ロボ。
シャドウアンドロイド
シャドウをモデルに作られたアンドロイドで、追尾ミサイルやホーミングアタックで攻撃してくる。ストーリールートによっては、このアンドロイドの存在によってシャドウが自分自身もアンドロイドの一体と思い込む。

### その他
人工カオス
スペースコロニー・アークで行われた研究で誕生した生物。その名の通りカオスがモデルとなっており、体の一部を触手の様に伸ばして攻撃してくる。ゲーム中ではブラックアームズの支配下にある。

### その他の登場人物
クリーム・ザ・ラビット&チーズ- 声優：あおきさやか／広橋涼
ソニック達の仲間。今作のストーリーには関与しないが、エッグマンの基地を調査していた最中にエミーとはぐれていた。ステージのどこかに登場する。
司令官 - 声優：銀河万丈
本名はエイブラハム・タワー。鉄の心を持つ男と呼ばれるGUNの最高司令官。普段はその呼名の如く冷静沈着だが、シャドウに対しては、過去のある経緯から「悪魔の兵器」と呼び、憎悪感を抱いている。ゲームの進行やストーリールートによってはその理由が判明したり、対テロリスト用機動兵器「ディアブロン」に自ら乗り込んでソニックと共にシャドウに戦いを挑んだりする。
大統領 - 声優：仲野裕
連邦政府の大統領。謎のテロリスト集団である「黒の軍団＝（ブラックアームズ）」の侵攻に屈せず、人類の手で地球を守ろうとする決意を固める。ソニックとシャドウの活躍を知っている人物である。
GUNの兵士 - 声優：吉田孝
ステージに敵キャラとして登場する。司令官に「黒の軍団」などの情報を伝える。ゲームの進行によってはボスとして登場。
秘書 - 声優：北西純子
声のみの出演。大統領に「黒の軍団」などの情報を伝える。

## ステージ

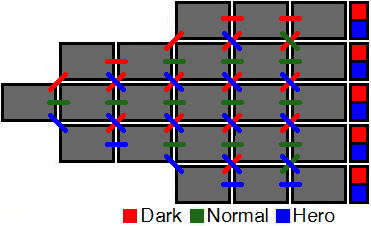

登場するステージと各ステージのミッション内容を記述する。（）内はそのミッションをサポートするミッションキャラクター。
ステージ1 WESTOPOLIS（ウエストポリス）
最初の舞台となる都市。GUNとブラックアームズの抗争場面が描かれているステージ。空からは一定の場所でレーザーが降ってくる。
- ヒーロー（ソニック）・・・ステージ内にいるブラックアームズ45体倒す。
- ノーマル・・・ゴールリングを目指す。
- ダーク（ドゥームズアイ）・・・ステージ内にいるGUNの兵隊・メカ35体倒す。

ステージ2 DIGITAL CIRCUIT（デジタルサーキット）
政府のコンピュータの内部の電子世界。このステージの目玉ともいえる「電子サーキット」は乗り込むと、シャドウを電子化し、電子回路を超高速で移動できる。
- ヒーロー（ルージュ）・・・ゴールリングを目指す。
- ダーク（ドゥームズアイ）・・・電子世界を司る「コアプログラム」を破壊する。

ステージ2 GLYPHIC CANYON（グリフィックキャニオン）
ブラックドゥームの命令に背いた罰として、シャドウが飛ばされた荒れた渓谷。大きな遺跡や神殿がそびえ立っている。
- ヒーロー（ナックルズ）・・・ステージ内にいるブラックアームズ60体倒す。
- ノーマル・・・ゴールリングを目指す。
- ダーク（ドゥームズアイ）・・・遺跡にある5つの宝玉に触れる。

ステージ2 LETHAL HIGHWAY（リーサルハイウェイ）
ブラックアームズによって無惨な姿になってしまった都市。多数の車やバイクがある。
- ヒーロー（ソニック）・・・ブラックアームズのタンクを破壊する。シールドを破壊しなければ、本体へダメージを与えられない。なお、ステージの最後まで行き着くとミッション失敗となる（ただし1ミスにはならず、ダークミッションへ移行して続行する）。
- ダーク（ドゥームズアイ）・・・ゴールリングを目指す。

ステージ3 CRYPTIC CASTLE（クリプティックキャッスル）
エッグマンが古城を改造して造った基地。パンプキンヘッドのようなものがたくさんある。
- ヒーロー（エミー）・・・ステージ内にいるクリームとチーズを探す。
- ノーマル・・・ゴールリングを目指す。
- ダーク（エッグマン）・・・ステージ内にある5つの巨大ランタンに火をつける。

ステージ3 PRISON ISLAND（プリズンアイランド）
『ソニックアドベンチャー2』でも戦いの舞台となった政府の刑務所。シャドウはかつてこの島に封印されていた。
ステージ中を流れる緑色の川は触れるとダメージを受ける。
- ヒーロー（チャーミー）・・・政府の極秘ディスクを5つ探す。
- ノーマル・・・ゴールリングを目指す。
- ダーク（ドゥームズアイ）・・・ステージ内にいるGUNのメカ40体倒す。

ステージ3 CIRCUS PARK（サーカスパーク）
エッグマンが世界中のリングを集めて（テイルスがいうには奪ったとのこと）建設したテーマパーク。ちょっとしたミニゲームがある。
上下に動く足場（側面が赤と白の物）は『ソニック・ザ・ヘッジホッグ3』のカーニバルナイトゾーンと同一のものが使われている。
- ヒーロー（テイルス）・・・400枚以上リングを集める。
- ノーマル・・・ゴールリングを目指す。
- ダーク（エッグマン）・・・ステージ内にいるGUNのメカ20体倒す。

ステージ4 CENTRAL CITY（セントラルシティ）
中枢都市。ブラックアームズによってたくさんの爆弾が仕掛けられている。このステージにはストーリー展開上8分の制限時間があり、時間を過ぎると、爆弾の爆発に巻き込まれ1ミスとなる。
- ヒーロー（ナックルズ）・・・小型爆弾20個回収する（ブラックアームズの持っている吸引型武器で吸い込む）。
- ダーク（ドゥームズアイ）・・・都市殲滅爆弾と呼ばれる巨大な爆弾を5つ起爆させる。

ステージ4 THE DOOM（ザ・ドゥーム）
ブラックドゥームが見せた50年前、軍がアーク制圧を実行した日のアーク内部。非常に入り組んでおり、迷いやすい。
- ヒーロー（マリア）・・・10人の研究員にヒールユニットを与える。
- ノーマル・・・ゴールリングを目指す。
- ダーク（ドゥームズアイ）・・・ステージ内にいるGUNの兵隊・メカ60体倒す。

ステージ4 SKY TROOPS（スカイトループス）
空に浮かんでいる遺跡。ブラックドゥーム曰く、2000年ほど前に送り込んだ飛行神殿らしい。
- ヒーロー（エッグマン）・・・遺跡の動力源である5つの宝玉を破壊する。
- ノーマル・・・ゴールリングを目指す。
- ダーク（ドゥームズアイ）・・・遺跡上にある砲台を操作し、エッグマン艦隊を5艦破壊する。

ステージ4 MAD MATRIX（マッドマトリックス）
エッグマンのコンピュータの内部の電子世界。世界そのものはDIGITAL CIRCUITに似ている。どのミッションも難易度が高めでクリアに時間がかかる。
- ヒーロー（エスピオ）・・・3つの端末にアクセスする。
- ノーマル・・・ゴールリングを目指す。
- ダーク（ドゥームズアイ）・・・回路上にある30個の爆弾を起爆させる。

ステージ4 DEATH RUINS（デスルーイン）
密林の中にある遺跡。所々に赤い物質がある。
- ヒーロー（ルージュ）・・・ステージ内にいるブラックアームズ50体倒す。
- ダーク（ドゥームズアイ）・・・ゴールリングを目指す。

ステージ5 THE ARK（ジ・アーク）
宇宙に浮かぶ「スペースコロニー・アーク」と呼ばれる施設。星を穿つ威力のあるエクリプスキャノンがある。このステージのほとんどはブラックボルトという乗り物に乗ることになる（途中で足場に降りることもできる）。
- ノーマル・・・ゴールリングを目指す。
- ダーク（ドゥームズアイ）・・・アークの防御装置を4つ破壊する。

ステージ5 AIR FLEET（エアーフリート）
GUNの空中艦隊といえるステージ。ブラックアームズがGUN要塞へと避難する大統領を狙っている。
- ヒーロー（テイルス）・・・ステージ内にいるブラックアームズ35体倒す。
- ノーマル・・・ゴールリングを目指す。
- ダーク（ドゥームズアイ）・・・大統領の乗っている脱出艇を破壊する。ステージの最後まで行き着いてしまうと、ミッション失敗となる（ただし1ミスにはならず、他のミッションを続行する）。

ステージ5 IRON JUNGLE（アイアンジャングル）
ジャングルの奥深くにある、エッグマンの基地の一つ。
- ヒーロー（オメガ）・・・エッグマンが乗っている飛行船「エッグバルーン」を破壊する。ステージの最後まで行き着くとミッション失敗となる（ただし1ミスにはならず、他のミッションを続行する）。
- ノーマル・・・ゴールリングを目指す。
- ダーク（エッグマン）・・・ステージ内にいるGUNのメカ28体倒す。

ステージ5 SPACE GADGET（スペースガジェット）
「スペースコロニー・アーク」の内部および周辺の宇宙空間。ゲームを再開したときのあらすじからすると、アークのエネルギープラントのようである。このステージには重力方向を変えることのできる装置がある。
- ヒーロー・・・ソニックより早くゴールリングを目指す。5分の制限時間があり、時間を過ぎると失敗になる（ただし1ミスにはならず、他のミッションを続行する）。
- ノーマル・・・ゴールリングを目指す。このミッションをクリアするには、上記のヒーローミッションをわざと失敗させてからゴールする必要がある。
- ダーク（ドゥームズアイ）・・・防御装置を6つ破壊する。

ステージ5 LOST IMPACT（ロストインパクト）
シャドウの記憶の中でのステージ。アークでPr.ジェラルドの生み出した人工カオスが暴走した、惨劇の始まりの日。
- ヒーロー（マリア）・・・ステージ内にいる人工カオス35体倒す。陰に隠れているものもいるので見つけにくい。
- ノーマル・・・ゴールリングを目指す。

ステージ6 GUN FORTRESS（GUNフォートレス）
GUNの巨大要塞。ルージュ曰く、政府の者でもこの要塞の存在は一部しか知らないらしい。
- ヒーロー（ルージュ）・・・ゴールリングを目指す。
- ダーク（ドゥームズアイ）・・・要塞の心臓部ともいえる3つのマザーコンピュータを破壊する。

ステージ6 BLACK COMET（ブラックコメット）
ブラック彗星内部の世界。足場を踏み外すと、猛毒物質によりミスとなる。乗り物エアーソーサーをうまく使いこなす必要がある。
- ヒーロー（ナックルズ）・・・ゴールリングを目指す。
- ダーク（ドゥームズアイ）・・・ステージ内にいるGUNのメカ50体倒す。

ステージ6 LAVA SHELTER（ラバーシェルター）
エッグマンが造った、辺りが溶岩だらけの基地の一つ。
- ヒーロー（オメガ）・・・ゴールリングを目指す。
- ダーク（エッグマン）・・・5つの溶岩防御装置を起動させる。起動させると溶岩の水位が上昇し、足場が減る。

ステージ6 COSMIC FALL（コズミックフォール）
アークが崩落していく中でのステージ。落ちてくる足場を乗り継ぎながら進むことになる。なお、このステージにはストーリー展開上15分の時間制限があり、CENTRAL CITY同様時間を過ぎると崩壊に巻き込まれたとして1ミスになる。
- ヒーロー（ベクター）・・・コンピュータールームまで辿り着く。
- ダーク（ドゥームズアイ）・・・ゴールリングを目指す。

ステージ6 FINAL HAUNT（ファイナルホーント）
ブラック彗星内部の世界。とにかくゴールまでが長い。
- ヒーロー（ソニック）・・・ブラックドゥームのもとへ辿り着く。
- ダーク（ドゥームズアイ）・・・4つのシールドスイッチを作動させる。作動させることで、ルートが変わり、またブラックドゥームの前にシールドがはられる。

ファイナルステージ THE LAST WAY（ザ・ラストウェイ）
すべてのルートのエンディングを見ることでメニューに「ラストストーリー」が追加され、そのストーリーでプレイする最終ステージ。ミッションのようなものはなく、10分以内にブラックドゥームのところへいけばクリア。ただし、途中行き止まりがあり、カオスコントロールを使わなければ、先に進めないところがある。なお、このステージは、"ステージ6 FINAL HAUNT"をベースにして作られている。

## 武器
ここではシャドウが実際にアイテムとして使える武器を紹介している。これがなくてはミッションをクリアできないこともある。
打撃系
GUN（アーミーナイフ）
ブラックアームズ（ブラックソード、ダークハンマー）
エッグマン軍団（エッグスピア、エッグトーチ）
スペシャル（サムライブレード）
その他（道路標識、松明など）
ピストル系
GUN（ハンドガン、マシンガン、自動ライフル、重機関銃、バルカン砲）
ブラックアームズ（ライトショット、フラッシュショット、リングショット、ヘビーショット）
エッグマン軍団（エッグガン）
スペシャル（オモチャオガン、シャドウライフル）
大砲系
GUN（バズーカ砲、戦車砲）
ブラックアームズ（ブラックショット、ビッグショット）
エッグマン軍団（エッグバズーカ）
スペシャル（ヒールショット）
ロックオン系
GUN（対戦車ミサイル、4連発ミサイル砲、8連発ミサイル砲）
ブラックアームズ（ワームシューター、ワイドワームシューター、ビッグワームシューター）
スペシャル（制止衛星レーザー砲）
光学系
GUN（光学レーザー）
ブラックアームズ（スプリッター、リフラクター）
吸引系
ブラックアームズ（バキュームポッド）
スペシャル（バキュームエッグ）

## BOSS
～のヒーローミッション（またはダークミッション）と書かれていないものはどのミッションをクリアしても戦うことになる。
GUN
ヘビードック（THE DOOM クリア後）
ブルーファルコン（THE ARK クリア後）
ソニック＆ディアブロン（GUN FORTRESS、BLACK COMET、FINAL HAUNTのダークミッション クリア後）
ブラックアームズ
ブラックブル（LETHAL HIGHWAY、DEATH RUINS クリア後）
ブラックドゥーム（GUN FORTRESS、COSMIC FALL、FINAL HAUNTのヒーローミッション クリア後）
デビルドゥーム（THE LAST WAY クリア後)
エッグマン軍団
エッグブレーカー（CRYPTIC CASTLE、MAD MATRIX、IRON JUNGLE クリア後）
エッグディーラー（BLACK COMETのヒーローミッション、COSMIC FALLのダークミッション、LAVA SHELTER クリア後）